# 242-я ночная бомбардировочная авиационная дивизия
242-я ночная бомбардировочная авиационная Люблинская Краснознамённая ордена Суворова дивизия (242-я нбад) — авиационное соединение Военно-Воздушных сил (ВВС) Вооружённых Сил РККА ночной бомбардировочной авиации, принимавшее участие в боевых действиях Великой Отечественной войны.

## История наименований дивизии
- ВВС 11-й армии;

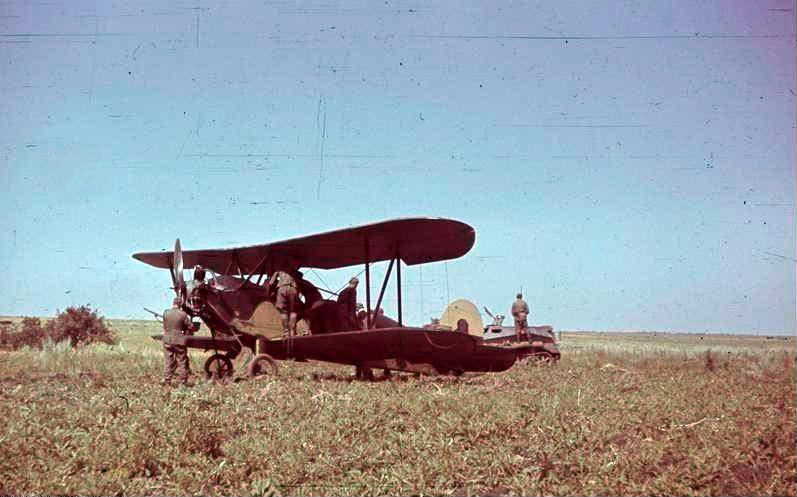
По-2. На таких самолётах воевали полки дивизии.
Фото Немецкого федерального архива

- 242-я ночная бомбардировочная авиационная дивизия;
- 242-я ночная бомбардировочная авиационная Краснознамённая дивизия;
- 242-я ночная бомбардировочная авиационная Краснознамённая Люблинская дивизия;
- 242-я ночная бомбардировочная авиационная Краснознамённая Люблинская ордена Суворова дивизия.

## История и боевой путь дивизии
В июне 1942 года на базе Управления ВВС 11-й армии была на основе приказа НКО № 00117 от 6 июня 1942 года сформирована 242-я ночная бомбардировочная авиационная дивизия, которая вошла в состав действующей армии с 14 июня 1942 года. В составе 6-й воздушной армии дивизия приняла участие в оборонительных сражениях Северо-Западного фронта.
В апреле 1944 года полки дивизии базируются на полевых аэродромах: Чартарийск (управление и штаб, 661-й лбап и 717-й лбап), Колки (997-й лбап), обеспечивая действия наземных войск на ковельском направлении, уничтожая живую силу и технику противника и ведя разведку в интересах разведотдела 6-й воздушной армии.
С 13 июля 1944 года в оперативном подчинении дивизии находился 61-й гвардейский бомбардировочный авиационный полк, а 997-й легкобомбардировочный авиационный полк вошёл в оперативное подчинение штаба 6-й воздушной армии.
В конце войны в период с 30 апреля по 2 мая 1945 года полк выполнял задачи по разведке войск противника в окружённой группировки войск в городе Берлин. Дивизия базировалась на аэродроме Платау-Плачки, где и встретила День Победы. Всего дивизия произвела более 9000 боевых самолёто-вылетов на бомбардировку узлов сопротивления, живой силы и техники противника, на разведку.
По окончании войны дивизия была расформирована.

### Участие в операциях и битвах
- Демянская операция — с 15 февраля 1943 года по 28 февраля 1943 года.
- Невельская операция — с 6 октября 1943 года по 10 октября 1943 года.
- Полесская операция — с 15 марта 1944 года по 5 апреля 1944 года.
- Белорусская операция (1944) — с 23 июня 1944 года по 29 августа 1944 года.
- Бобруйская операция — с 24 июня 1944 года по 29 июня 1944.
- Минская операция — с 29 июня 1944 года по 4 июля 1944 года.
- Люблин-Брестская операция — с 18 июля 1944 года по 2 августа 1944 года.
- Висло-Одерская операция — с 12 января 1945 года по 3 февраля 1945 года.
- Варшавско-Познанская операция — с 14 января 1945 года по 3 февраля 1945 года.
- Восточно-Померанская операция — с 10 февраля 1945 года по 4 апреля 1945 года.
- Берлинская операция — с 16 апреля 1945 года по 8 мая 1945 года.

### В действующей армии
В составе действующей армии дивизия находилась:
- с 14 июня 1942 года по 20 ноября 1944 года;
- с 15 марта 1944 года по 7 сентября 1944 года;
- с 24 ноября 1944 года по 9 мая 1945 года.

### Командир дивизии
| Звание                                                  | Имя                         | Период                                       | Примечание          |
| ------------------------------------------------------- | --------------------------- | -------------------------------------------- | ------------------- |
| Полковник (с 10 ноября 1942 года генерал-майор авиации) | Дмитриев Кузьма Дмитриевич  | с 14 июня 1942 года по 15 февраля 1943 года. |                     |
| Полковник                                               | Абанин Дмитрий Андреевич    | с 16 февраля 1943 года по 2 мая 1944 года    | Сбит в бою и погиб. |
| Полковник                                               | Калинин Павел Александрович | с 3 мая 1944 года до окончания войны         |                     |

### В составе объединений
| Дата          | Фронт (округ)         | Армия                | Примечания |
| ------------- | --------------------- | -------------------- | ---------- |
| 14.06.1942 г. | Северо-Западный фронт | 6-я воздушная армия  |            |
| 20.11.1942 г. | Резерв Ставки ВГК     | 6-я воздушная армия  |            |
| 15.03.1943 г. | 2-й Белорусский фронт | 6-я воздушная армия  |            |
| 16.04.1944 г. | 1-й Белорусский фронт | 6-я воздушная армия  |            |
| 07.09.1944 г. | Резерв Ставки ВГК     | 6-я воздушная армия  |            |
| 31.10.1944 г. | Резерв Ставки ВГК     |                      |            |
| 24.11.1944 г. | 1-й Белорусский фронт | 16-я воздушная армия |            |
| 09.05.1945 г. | 1-й Белорусский фронт | 16-я воздушная армия |            |

## Части и отдельные подразделения дивизии
За весь период своего существования боевой состав дивизии не претерпевал изменений:
| Период                     | Наименование                                       | Вооружение                                    |
| -------------------------- | -------------------------------------------------- | --------------------------------------------- |
| 14.06.1942 — 20.11.1943 г. | 55-й ближнебомбардировочный авиационный полк       | СБ, убыл в 113-ю бад                          |
| 14.06.1942 — 09.05.1945 г. | 661-й легкобомбардировочный авиационный полк       | По-2, расформирован                           |
| 14.06.1942 — 02.1943 г.    | 645-й легкобомбардировочный авиационный полк       | По-2                                          |
| 14.06.1942 — 14.04.1943 г. | 707-й ночной бомбардировочный авиационный полк     | По-2, убыл в 113-ю бад                        |
| 14.06.1942 — 09.05.1945 г. | 717-й ночной бомбардировочный авиационный полк     | По-2                                          |
| 05.01.1944 — 09.05.1945 г. | 997-й ночной бомбардировочный авиационный полк     | По-2                                          |
| 14.06.1942 — 21.12.1942 г. | 21-я дальнебомбардировочная авиационная эскадрилья | ТБ-3, обращена на укомплектование 699-го трап |

## Почётные наименования

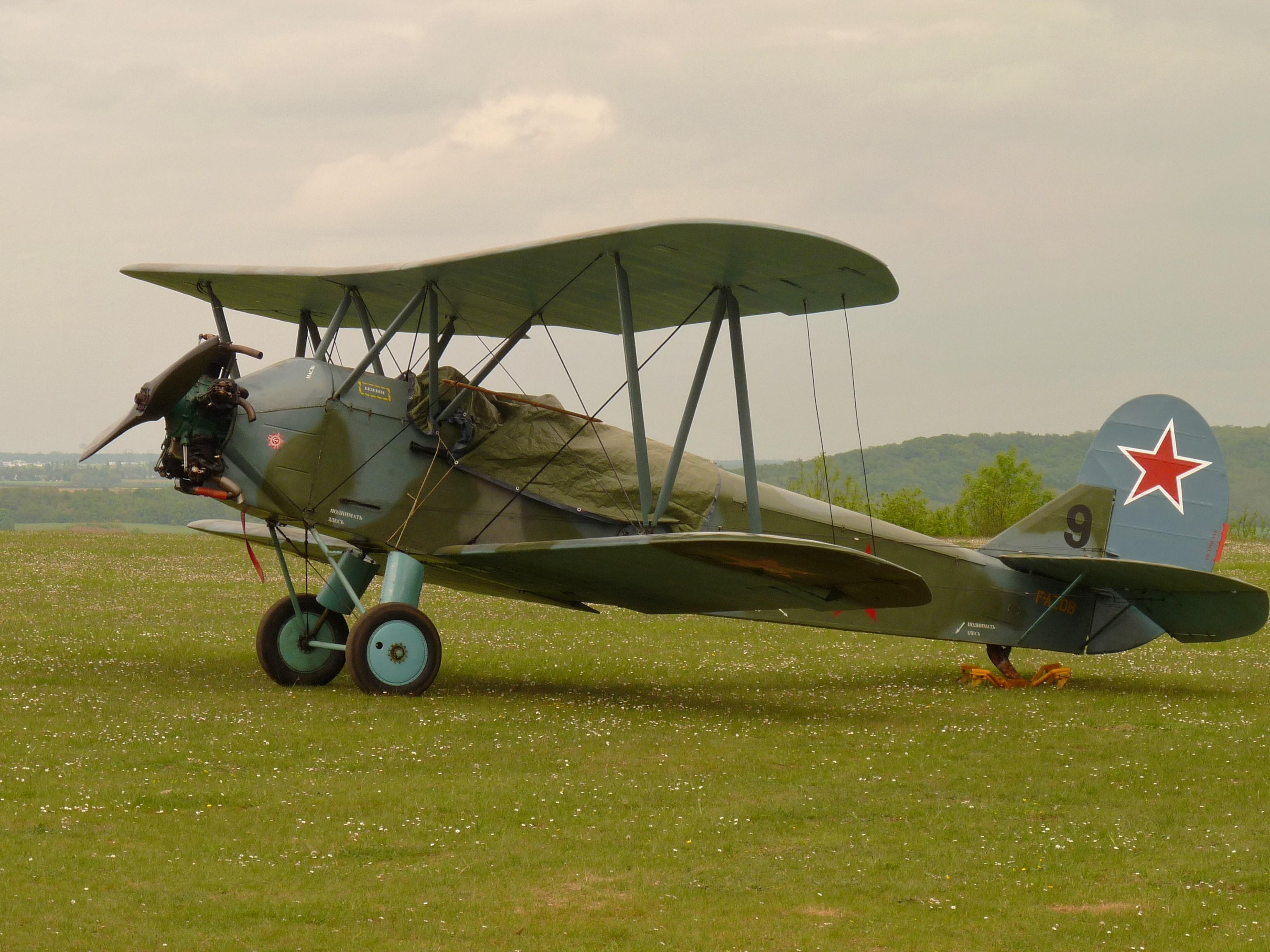
По-2. Ночной бомбардировщик, стоявший на вооружении всех полков дивизии

- 242-й ночной бомбардировочной авиационной дивизии за успешные действия в боях на подступах к Висле Приказом НКО № 0249 от 9 августа 1944 года на основании Приказа ВГК № 148 от 24 июля 1944 года присвоено почётное наименование «Люблинская»[5].
- 661-му легкобомбардировочному авиационному Краснознамённому полку Приказом НКО № 0111 от 11 июня 1945 года на основании Приказа ВГК № 359 от 2 мая 1945 года за успешные боевые действия в Берлинской операции присвоено почётное наименование «Берлинский»[6].
- 997-му Краснознамённому ночному бомбардировочному авиационному полку Приказом НКО № 0111 от 11 июня 1945 года на основании Приказа ВГК № 359 от 2 мая 1945 года за успешные боевые действия в Берлинской операции присвоено почётное наименование «Берлинский»[6].

## Награды
- 242-я ночная бомбардировочная авиационная дивизия Указом Президиума Верховного Совета СССР от 9 августа 1944 года награждена орденом «Боевого Красного Знамени».
- 242-я ночная бомбардировочная авиационная Люблинская Краснознамённая дивизия Указом Президиума Верховного Совета СССР награждена орденом «Суворова II степени».
- 717-й ночной бомбардировочный авиационный полк Указом Президиума Верховного Совета СССР от 20 марта 1945 года за образцовое выполнение заданий командования в Восточно-Померанской операции и проявленные при этом доблесть и мужество награждён орденом «Боевого Красного Знамени».
- 997-й ночной бомбардировочный авиационный полк Указом Президиума Верховного Совета СССР от 20 марта 1945 года за образцовое выполнение заданий командования в Восточно-Померанской операции и проявленные при этом доблесть и мужество награждён орденом «Боевого Красного Знамени».
- 661-й легкобомбардировочный авиационный полк Указом Президиума Верховного Совета СССР от 29 марта 1945 года за образцовое выполнение заданий командования в боях с немецкими захватчиками при овладении городом и крепостью Кюстрин и проявленные при этом доблесть и мужество награждён орденом «Боевого Красного Знамени».

## Боевой состав дивизии на 9 мая 1945 года
- 661-й ночной легкобомбардировочный авиационный Берлинский Краснознамённый полк, По-2;
- 717-й ночной легкобомбардировочный авиационный Краснознамённый полк, По-2;
- 997-й ночной легкобомбардировочный авиационный Берлинский Краснознамённый полк, По-2.

## Благодарности Верховного Главнокомандующего

Герой Советского Союза Ерофеевский Африкант Платонович

Воинам дивизии объявлены благодарности Верховного Главнокомандующего:
- За прорыв обороны немцев на бобруйском направлении, юго-западнее города Жлобин и севернее города Рогачёв[7].
- За овладение городом Ковель[8].
- За овладение городом и крупным железнодорожным узлом Хелм (Холм) — важным опорным пунктом обороны немцев на люблинском направлении[9].
- За овладение городом и крупным железнодорожным узлом Люблин — важным опорным пунктом обороны немцев, прикрывающим пути на Варшаву[5].
- За овладение городами Штаргард, Наугард, Польцин — важными узлами коммуникаций и мощными опорными пунктами обороны немцев на штеттинском направлении[10].
- За овладение городом и крепостью Кистжинь (Кюстрин) — важным узлом путей сообщения и мощным опорным пунктом обороны немцев на реке Одер, прикрывающим подступы к Берлину[11].
- За овладение городами Франкфурт-на-Одере, Вандлитц, Ораниенбург, Биркенвердер, Геннигсдорф, Панков, Фридрихсфелъде, Карлсхорст, Кепеник и за вхождение в столицу Германии Берлин[12].

## Отличившиеся воины дивизии
- Ерофеевский Африкант Платонович, майор, командир эскадрильи 717-го ночного бомбардировочного авиационного полка 242-й ночной бомбардировочной авиационной дивизии 6-й воздушной армии Указом Президиума Верховного Совета СССР от 4 февраля 1944 года удостоен звания Герой Советского Союза. Золотая Звезда № 3600.